# Мрмич, Марьян
Ма́рьян Мрмич (хорв. Marjan Mrmić; 6 мая 1965, Сисак, СФРЮ) — хорватский футболист, вратарь.

## Карьера
Начал защищать ворота в 1983 году в «Младосте» из Петриньи. Летом 1988 года перешёл в «Динамо» из города Винковци, впоследствии сменившее название на «Цибалию». Из «Цибалии» летом 1993 года перешёл в «Вартекс» из Вараждина, а в 1996 году отправился за границу. В период с 1996-го по 1998 год выступал за турецкий «Бешикташ», а затем вернулся в Вараждин. Недолго выступал за бельгийский «Шарлеруа», но быстро вернулся в «Вартекс», где закончил карьеру и начал тренировать вратарей.
За сборную выступал с 1995 по 1999 год, был заменой Дражена Ладича. На Евро-96 выступил один раз. Сыграл против Португалии во встрече, проигранной со счётом 0:3. В квалификационных матчах Кубка мира 1998 года выступил три раза.
После прихода на должность главного тренера сборной Хорватии Славена Билича был назначен тренером вратарей национальной команды.